# Gryon mnemosyne
Gryon mnemosyne är en stekelart som beskrevs av G. Mineo 1992. Gryon mnemosyne ingår i släktet Gryon och familjen Scelionidae. Inga underarter finns listade i Catalogue of Life.